# Uummannaq (wyspa)
Uummannaq – niewielka wyspa w zachodniej Grenlandii, w gminie Qaasuitsup. W południowej części wyspy położone jest miasto Uummannaq, o populacji około 1200 osób, będące największą grenlandzką miejscowością na północ od Ilulissat. Powierzchnia wyspy wynosi około 12 km².
Nazwa wyspy w języku grenlandzkim oznacza „w kształcie serca” i pochodzi od góry Uummannaq w tym kształcie, wznoszącej się na wysokość 1170 m n.p.m.

## Położenie
Wyspa leży w wodach fjordu Uummannaq. Od półwyspu Nuussuaq na południu oddziela ją cieśnina Sarqarput. Na wschód od Uummannaq leży wyspa Salliaruseq, pomiędzy nimi zaś cieśnina Assorput. Na północ znajduje się wyspa Appat.

## Transport
Wyspa posiada połączenie helikopterowe Air Greenland z miejscowością Qaarsut na półwyspie Nuussuaq.